# لوفيات
اللوفيات (الاسم العلمي:Arales) هي رتبة من النباتات تتبع طائفة أحاديات الفلقة. كانت تضم حسب نظام كرونكويست لتصنيف النباتات 1981 كانت هذه الرتبة تضم الفصائل التالية:
- الأقورونية
- اللمنية
- اللوفية

ولكن حسب نظام المجموعة الثالثة لعلم تطور سلالات مغطاة البذور لم تعد هذه الرتبة موجودة وأتبعت فصيلة الأقورونية إلى رتبة منفصلة هي الأقورونيات أما فصيلتي اللمنية واللوفية فقد دمجت وأصبحتا تتبعان رتبة المزماريات. 
وهي مرادفة لرتبة الإغريضات الأزهار حسب نظام ملشيور لتصنيف النبات.